# 大船渡市

大船渡市中心部周辺の空中写真。画像左上付近が市役所のある盛地区。その南側の港の西岸に広がる市街地が大船渡町地区である。2013年10月18日撮影の36枚を合成作成。
。

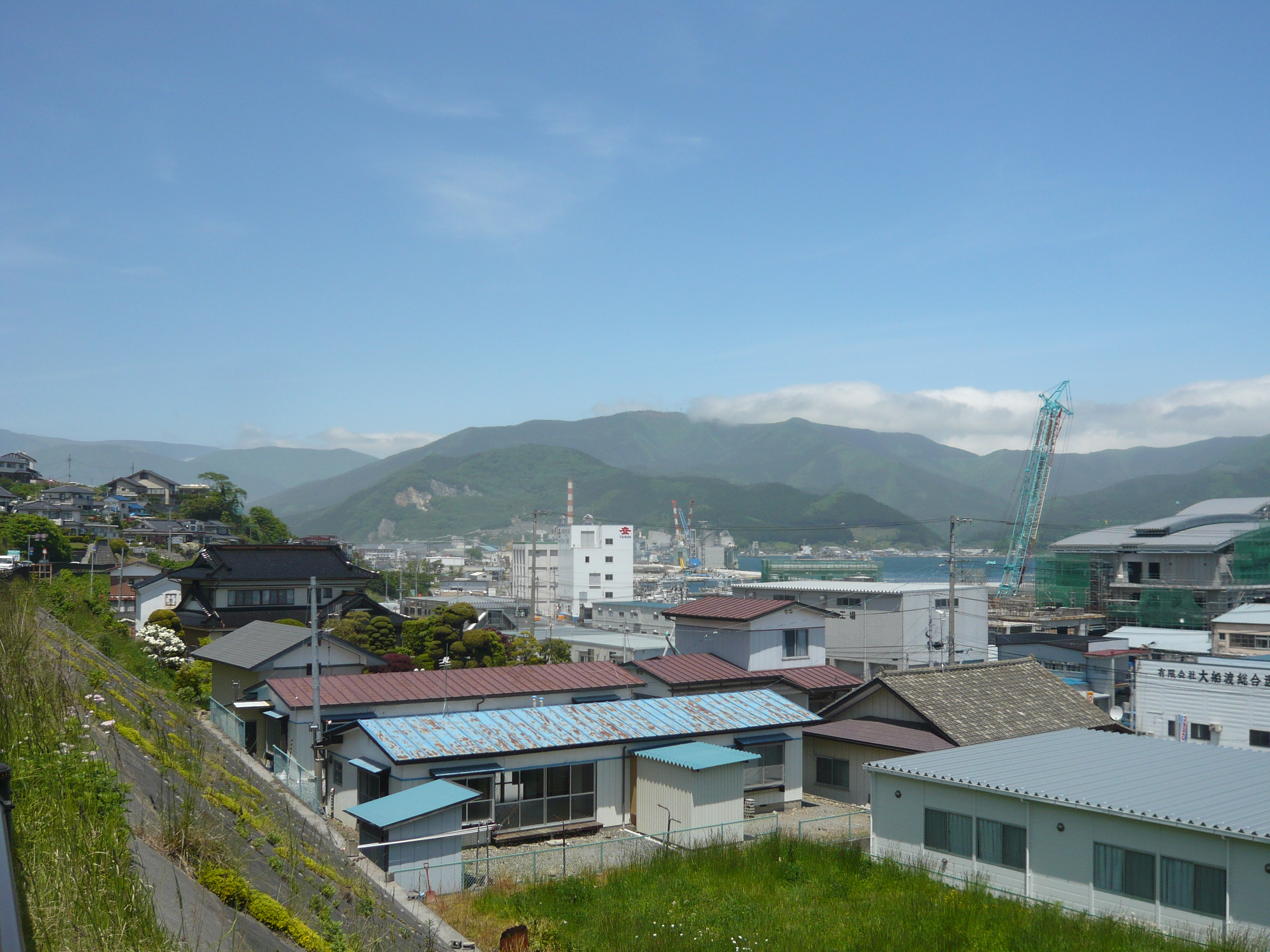
南側から見た大船渡港と大船渡市街地（2013年6月）

大船渡市（おおふなとし）は、岩手県南部の太平洋沿岸地域に所在する市。陸中海岸南部最大の港湾を持つ臨海工業都市である。1952年（昭和27年）市制施行。

## 概要
岩手県陸前高田市や宮城県気仙沼市とともに三陸海岸南部（陸前海岸）の代表的な都市のひとつであり、旧・陸前国気仙郡域に属する。市の一帯は典型的なリアス海岸となっており、市域は三陸復興国立公園のほぼ中央に含まれている。
総人口は県内8位、沿岸部では宮古市に次ぐ2位。人口密度は岩手県沿岸部最大であり花巻市や一関市を上回る。
主要な産業のひとつは水産業であり、市の沖合いは「世界三大漁場」ともいわれる北西太平洋海域（三陸漁場）となっている。大船渡港は、岩手県内で唯一の重点港湾に指定されている。また市内各地に石灰石鉱山があり、大船渡湾奥には太平洋セメント大船渡工場が稼働している。
2011年（平成23年）3月11日に発生した東日本大震災では市域に大津波が襲来、各所に甚大な被害が生じた。同年7月16日に神奈川県鎌倉市大船にて岩手県復興支援イベント「大船to大船渡」がスタート。以後毎年行われている。
2016年（平成28年）8月30日に平成28年台風第10号が統計以来初めて東北に上陸した。

## 地理

### 自然
- 山地：五葉山、今出山、氷上山、飛定地山
- 河川：盛川、鷹生川、吉浜川、浦浜川、綾里川、須崎川、立根川、後ノ入川
- 湖沼：五葉湖（鷹生ダム）
- 近海・沿岸の地形：碁石海岸、綾里崎、越喜来湾、綾里湾、大船渡湾

### 気候
国が指定した豪雪地帯に属する（岩手県全域）。ケッペンの気候区分では温暖湿潤気候である。岩手県三陸地方は、沖合いで寒流の千島海流と暖流の日本海流がぶつかるため、海流の影響を受けている。夏は海からの風が入りやすく基本的には涼しいが、軒並み真夏日を越える日が多く、やませの影響も受け、冷夏となる年も多い。冬は東北地方内では比較的温暖とされるが、冬型の気圧配置下では太平洋側に特有の晴天が多く放射冷却現象による冬日と最高気温5℃程度の日が続く。南岸低気圧の通過により雪が降るが、豪雪地帯に指定されているにもかかわらず積雪量は他の三陸や東北南部の都市と比べても特に少なく、最深積雪は多くの年で7 - 15cm程度で、大雪になっても20 - 25cm程度である。
| 大船渡特別地域気象観測所（標高37m、大船渡市大船渡町字赤沢）の気候 | 大船渡特別地域気象観測所（標高37m、大船渡市大船渡町字赤沢）の気候 | 大船渡特別地域気象観測所（標高37m、大船渡市大船渡町字赤沢）の気候 | 大船渡特別地域気象観測所（標高37m、大船渡市大船渡町字赤沢）の気候 | 大船渡特別地域気象観測所（標高37m、大船渡市大船渡町字赤沢）の気候 | 大船渡特別地域気象観測所（標高37m、大船渡市大船渡町字赤沢）の気候 | 大船渡特別地域気象観測所（標高37m、大船渡市大船渡町字赤沢）の気候 | 大船渡特別地域気象観測所（標高37m、大船渡市大船渡町字赤沢）の気候 | 大船渡特別地域気象観測所（標高37m、大船渡市大船渡町字赤沢）の気候 | 大船渡特別地域気象観測所（標高37m、大船渡市大船渡町字赤沢）の気候 | 大船渡特別地域気象観測所（標高37m、大船渡市大船渡町字赤沢）の気候 | 大船渡特別地域気象観測所（標高37m、大船渡市大船渡町字赤沢）の気候 | 大船渡特別地域気象観測所（標高37m、大船渡市大船渡町字赤沢）の気候 | 大船渡特別地域気象観測所（標高37m、大船渡市大船渡町字赤沢）の気候 |
| 月                                                                | 1月                                                               | 2月                                                               | 3月                                                               | 4月                                                               | 5月                                                               | 6月                                                               | 7月                                                               | 8月                                                               | 9月                                                               | 10月                                                              | 11月                                                              | 12月                                                              | 年                                                                |
| ----------------------------------------------------------------- | ----------------------------------------------------------------- | ----------------------------------------------------------------- | ----------------------------------------------------------------- | ----------------------------------------------------------------- | ----------------------------------------------------------------- | ----------------------------------------------------------------- | ----------------------------------------------------------------- | ----------------------------------------------------------------- | ----------------------------------------------------------------- | ----------------------------------------------------------------- | ----------------------------------------------------------------- | ----------------------------------------------------------------- | ----------------------------------------------------------------- |
| 最高気温記録 °C （°F）                                            | 16.8 (62.2)                                                       | 17.7 (63.9)                                                       | 23.9 (75)                                                         | 32.0 (89.6)                                                       | 34.7 (94.5)                                                       | 34.5 (94.1)                                                       | 37.0 (98.6)                                                       | 37.0 (98.6)                                                       | 34.0 (93.2)                                                       | 28.2 (82.8)                                                       | 24.6 (76.3)                                                       | 21.2 (70.2)                                                       | 37.0 (98.6)                                                       |
| 平均最高気温 °C （°F）                                            | 4.7 (40.5)                                                        | 5.6 (42.1)                                                        | 9.1 (48.4)                                                        | 14.5 (58.1)                                                       | 19.1 (66.4)                                                       | 22.1 (71.8)                                                       | 25.6 (78.1)                                                       | 27.2 (81)                                                         | 24.2 (75.6)                                                       | 19.0 (66.2)                                                       | 13.3 (55.9)                                                       | 7.4 (45.3)                                                        | 16.0 (60.8)                                                       |
| 日平均気温 °C （°F）                                              | 1.1 (34)                                                          | 1.4 (34.5)                                                        | 4.4 (39.9)                                                        | 9.4 (48.9)                                                        | 14.2 (57.6)                                                       | 17.9 (64.2)                                                       | 21.7 (71.1)                                                       | 23.2 (73.8)                                                       | 20.0 (68)                                                         | 14.4 (57.9)                                                       | 8.6 (47.5)                                                        | 3.5 (38.3)                                                        | 11.7 (53.1)                                                       |
| 平均最低気温 °C （°F）                                            | −2.4 (27.7)                                                       | −2.3 (27.9)                                                       | 0.1 (32.2)                                                        | 4.7 (40.5)                                                        | 9.9 (49.8)                                                        | 14.5 (58.1)                                                       | 18.7 (65.7)                                                       | 20.1 (68.2)                                                       | 16.5 (61.7)                                                       | 10.2 (50.4)                                                       | 4.1 (39.4)                                                        | −0.2 (31.6)                                                       | 7.8 (46)                                                          |
| 最低気温記録 °C （°F）                                            | −11.0 (12.2)                                                      | −11.6 (11.1)                                                      | −8.5 (16.7)                                                       | −4.3 (24.3)                                                       | 0.2 (32.4)                                                        | 3.8 (38.8)                                                        | 4.9 (40.8)                                                        | 10.2 (50.4)                                                       | 4.7 (40.5)                                                        | −0.3 (31.5)                                                       | −4.8 (23.4)                                                       | −9.2 (15.4)                                                       | −11.6 (11.1)                                                      |
| 降水量 mm （inch）                                                | 51.3 (2.02)                                                       | 41.0 (1.614)                                                      | 103.8 (4.087)                                                     | 129.1 (5.083)                                                     | 153.9 (6.059)                                                     | 174.4 (6.866)                                                     | 196.4 (7.732)                                                     | 182.1 (7.169)                                                     | 200.2 (7.882)                                                     | 161.3 (6.35)                                                      | 88.6 (3.488)                                                      | 61.3 (2.413)                                                      | 1,546.7 (60.894)                                                  |
| 降雪量 cm （inch）                                                | 13 (5.1)                                                          | 14 (5.5)                                                          | 8 (3.1)                                                           | 1 (0.4)                                                           | 0 (0)                                                             | 0 (0)                                                             | 0 (0)                                                             | 0 (0)                                                             | 0 (0)                                                             | 0 (0)                                                             | 1 (0.4)                                                           | 9 (3.5)                                                           | 45 (17.7)                                                         |
| 平均降水日数 （≥0.5 mm）                                          | 7.3                                                               | 7.2                                                               | 9.7                                                               | 10.2                                                              | 11.0                                                              | 12.0                                                              | 14.2                                                              | 12.3                                                              | 12.9                                                              | 10.5                                                              | 8.2                                                               | 8.6                                                               | 124.4                                                             |
| 平均降雪日数 （≥1 cm）                                            | 4.6                                                               | 4.1                                                               | 2.3                                                               | 0.2                                                               | 0.0                                                               | 0.0                                                               | 0.0                                                               | 0.0                                                               | 0.0                                                               | 0.0                                                               | 0.1                                                               | 2.7                                                               | 13.7                                                              |
| % 湿度                                                            | 62                                                                | 62                                                                | 62                                                                | 65                                                                | 71                                                                | 79                                                                | 82                                                                | 82                                                                | 80                                                                | 75                                                                | 69                                                                | 65                                                                | 71                                                                |
| 平均月間日照時間                                                  | 141.9                                                             | 134.9                                                             | 158.2                                                             | 174.1                                                             | 180.4                                                             | 151.4                                                             | 133.9                                                             | 143.7                                                             | 118.7                                                             | 136.9                                                             | 137.9                                                             | 131.9                                                             | 1,741.4                                                           |
| 出典：気象庁 (平均値：1991年-2020年、極値：1963年-現在)           |                                                                   |                                                                   |                                                                   |                                                                   |                                                                   |                                                                   |                                                                   |                                                                   |                                                                   |                                                                   |                                                                   |                                                                   |                                                                   |

### 隣接する市町村
cf.　岩手県の市町村全図 ：≪外部リンク≫ “県内各市町村”. （公式ウェブサイト）.   岩手県. 2011年4月18日閲覧。
- 釜石市：北部で隣接。
- 気仙郡住田町 ：北西部で隣接。
- 陸前高田市：南西部で隣接。

### 大船渡市の地名
cf.　“大船渡市（岩手県）の住所･地名の読み仮名”.   市町村.com. 2011年4月20日閲覧。

### 市街地
大船渡市は、大船渡町の大船渡駅前周辺と(道路標識では「大船渡」または「大船渡市街」の表示)、盛町の盛駅西口周辺(道路標識では「盛町」または「盛」の表示)に市街地が展開している。行政・司法の中心は盛町、交通・商業の中心は大船渡町である。
市の中心部については光ファイバー網が普及しているが、一歩中心部から離れるとADSL（基地局からの距離によってはISDN）が利用されている。
このため、医院等は診療データをネット経由でやり取りすることが出来ずネット過疎が原因の医療過疎地域が増えてきている。

### 周辺都市への距離
南方向
- 陸前高田 - 17km
- 気仙沼 - 35km
- 石巻 - 118km
- 仙台 - 167km

北方向
- 釜石 - 43km
- 宮古 - 95km
- 久慈 - 193km
- 八戸 - 252km
- 青森 - 347km

西方向（山側）
- 住田 - 20km
- 遠野 - 52km
- 奥州(水沢) - 67km
- 一関 - 76km
- 花巻 - 81km
- 北上 - 82km
- 盛岡 - 107km

### 東日本大震災
2011年（平成23年）3月11日14時46分18秒、マグニチュード9.0の東北地方太平洋沖地震が発生し、大船渡市は大船渡町と猪川町で震度6弱、盛町で震度5弱を観測した。
さらにこの地震が引き起こした大津波によって市の中心部は壊滅した。
- 港湾空港技術研究所の調査によれば、津波の最大波高（浸水高）は大船渡港茶屋前地区の商工会議所ビルで9.5mに達した[6][5]（検潮所の想定を上回る高さであったため、正確な観測値は得られていない[7]）。また、遡上高[注 2]は綾里湾最奥部にある三陸町綾里の白浜地区で23.6mに達し、大船渡湾側にある大船渡駅北側の大船渡保育園付近でも10.8mを記録した[6][7]。

- 市域にある鉄道駅のうちJR大船渡線の細浦駅と大船渡駅は、周辺自治体内の多くの駅同様、駅舎などが流失し、線路も大きな被害を受けた[8]。

- 3月23日：大船渡市災害復興局の設置[9]。

- 4月9日：この時点で大船渡市は、人的被害は死者287人・行方不明者230人・避難者6,785人、建物被害は住家全壊約3,500棟、一部損壊床上浸水件数は調査中、床下浸水多数[5]。

- 4月11日：被災地支援のために商船三井が岩手県の各港に派遣したクルーズ客船「ふじ丸」が、一つ目の目的地である大船渡港に寄港し、大船渡市の避難者を船上サービスで支援した[10][11][12]。同船はその後、大船渡港に3日間、釜石港に2日間、宮古港に2日間停泊し、それぞれ1,786人・593人・2,072人、計4,451人の避難者に利用された[10][11][12]。

- 4月14日：GPS（全地球測位システム）を用いた国土地理院の調査の結果、岩手県・宮城県・福島県の広範な沿岸地域において、この地殻変動による著しい地盤沈下があったことが明らかとなった。特に岩手・宮城両県境付近の変動量は大きく、最大は牡鹿半島の－120cm、陸前高田市小友町西の坊が－84cmで市街地中最大、石巻市が－78cm、気仙沼市が－76cm、そして大船渡市は－73cmであった（cf. 日本における地盤沈下）。[13][14][15]

- 5月12日：大船渡市復興計画策定委員会の設置[16]。

- 6月1日：この時点で、人的被害は死者320人・行方不明者140人、建物被害は住家全半壊3,629棟、一部損壊床上浸水件数は調査中、床下浸水多数[17]。

- 6月2日：市は、将来的にも危険性が高いとの判断から、津波被害が大きかった浸水地域に建築制限をかける方針を公示する[18]。

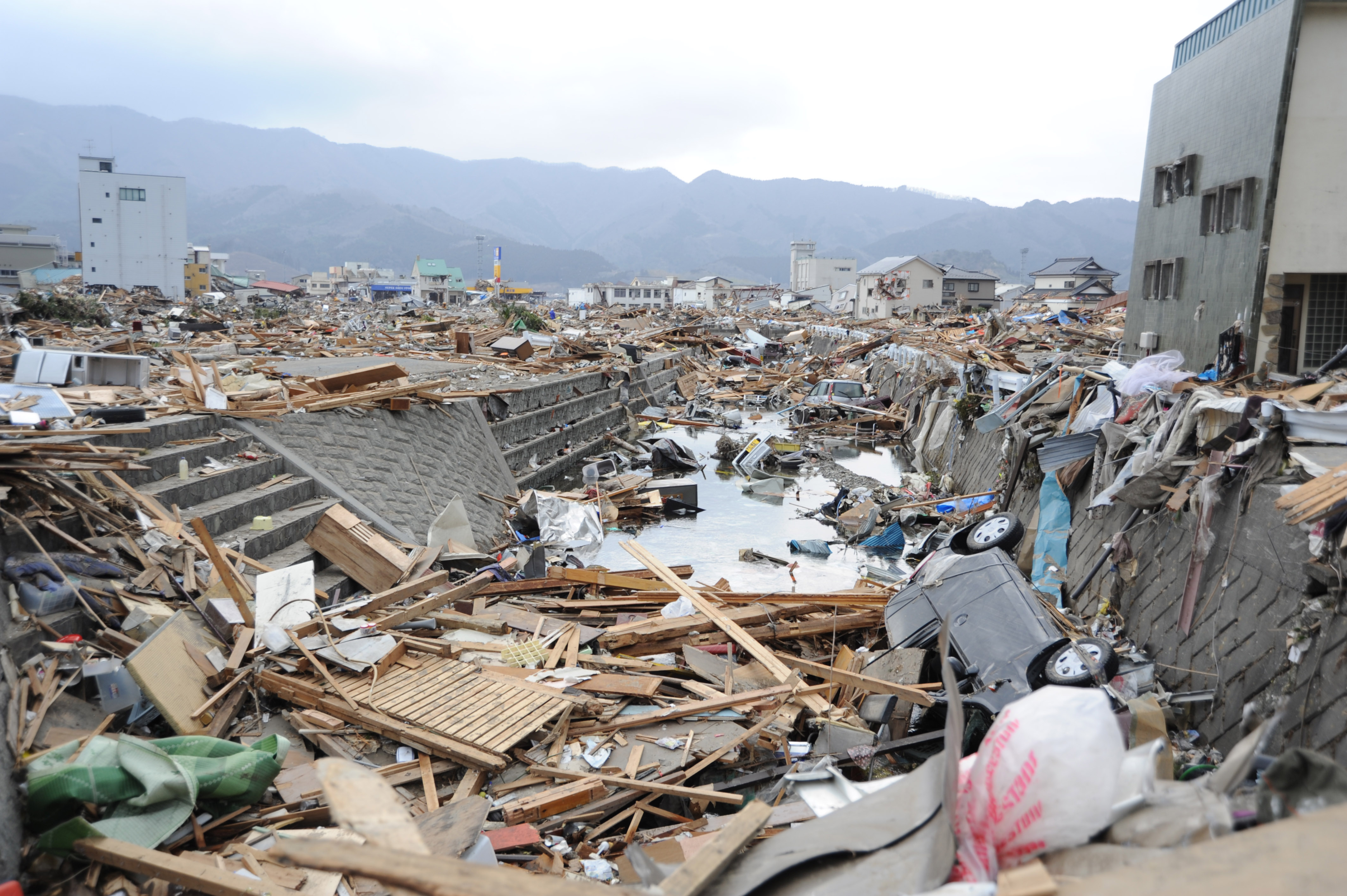
2011年（平成23年）3月15日撮影
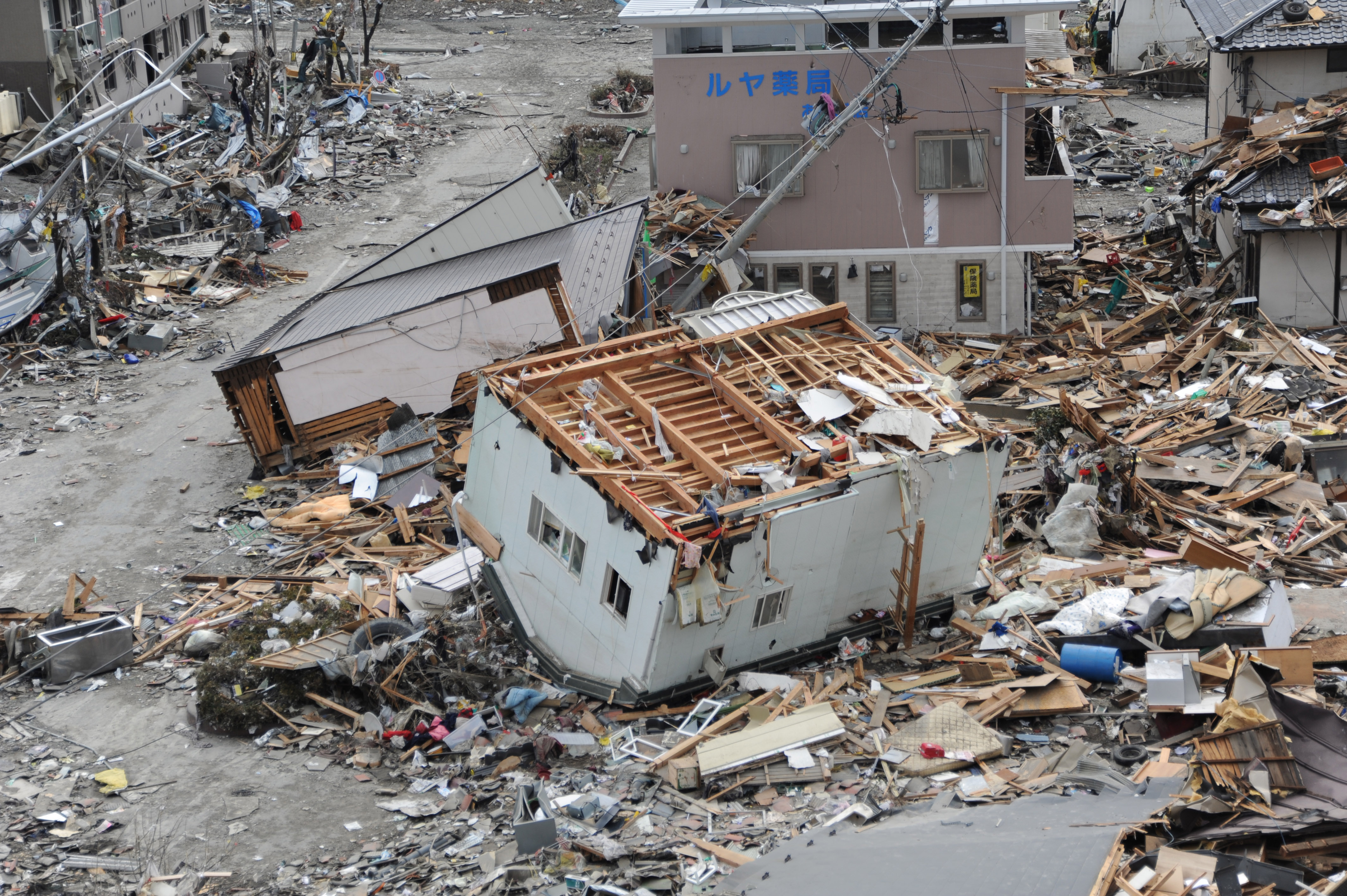
2011年3月15日
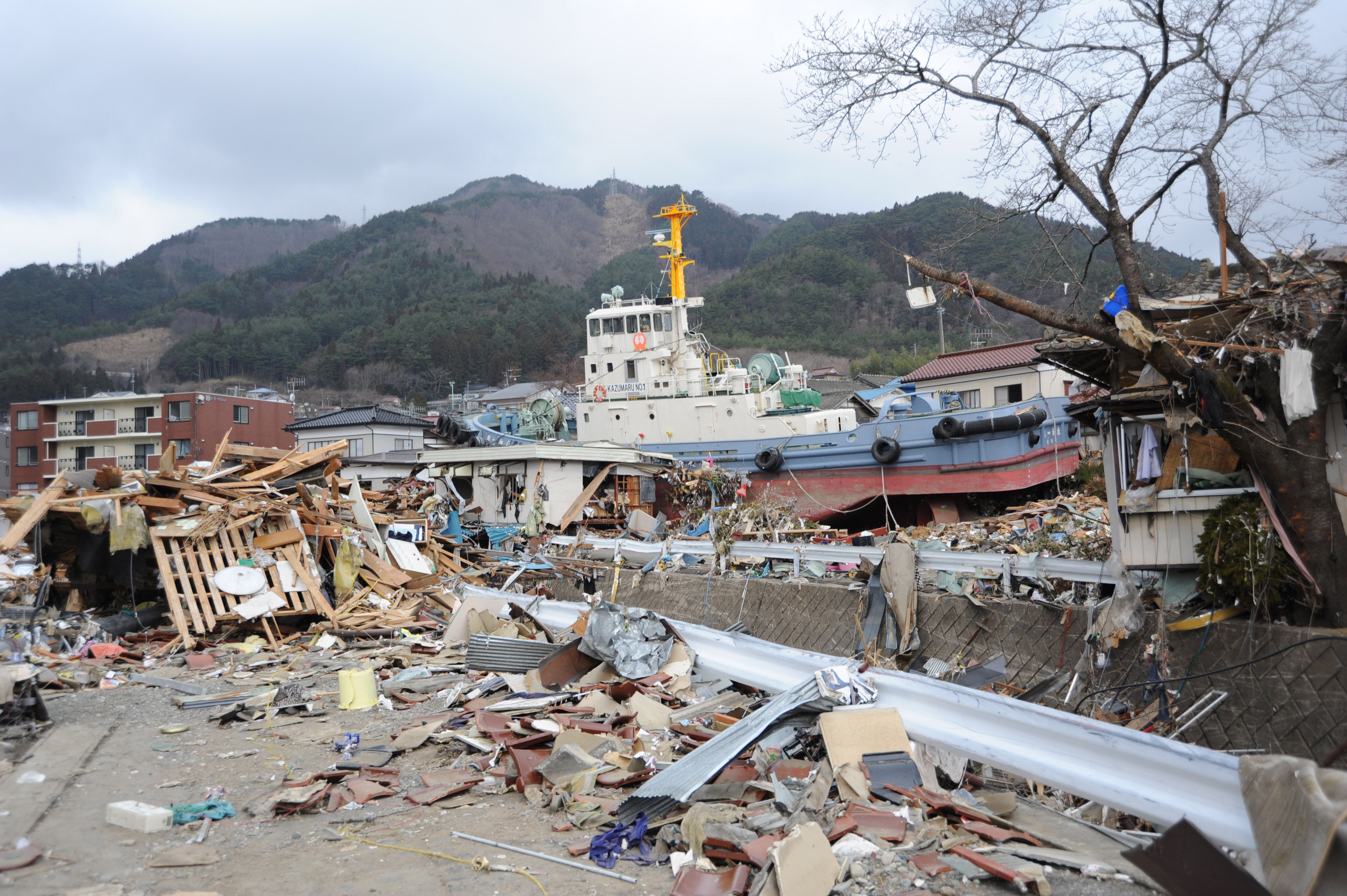
2011年3月15日
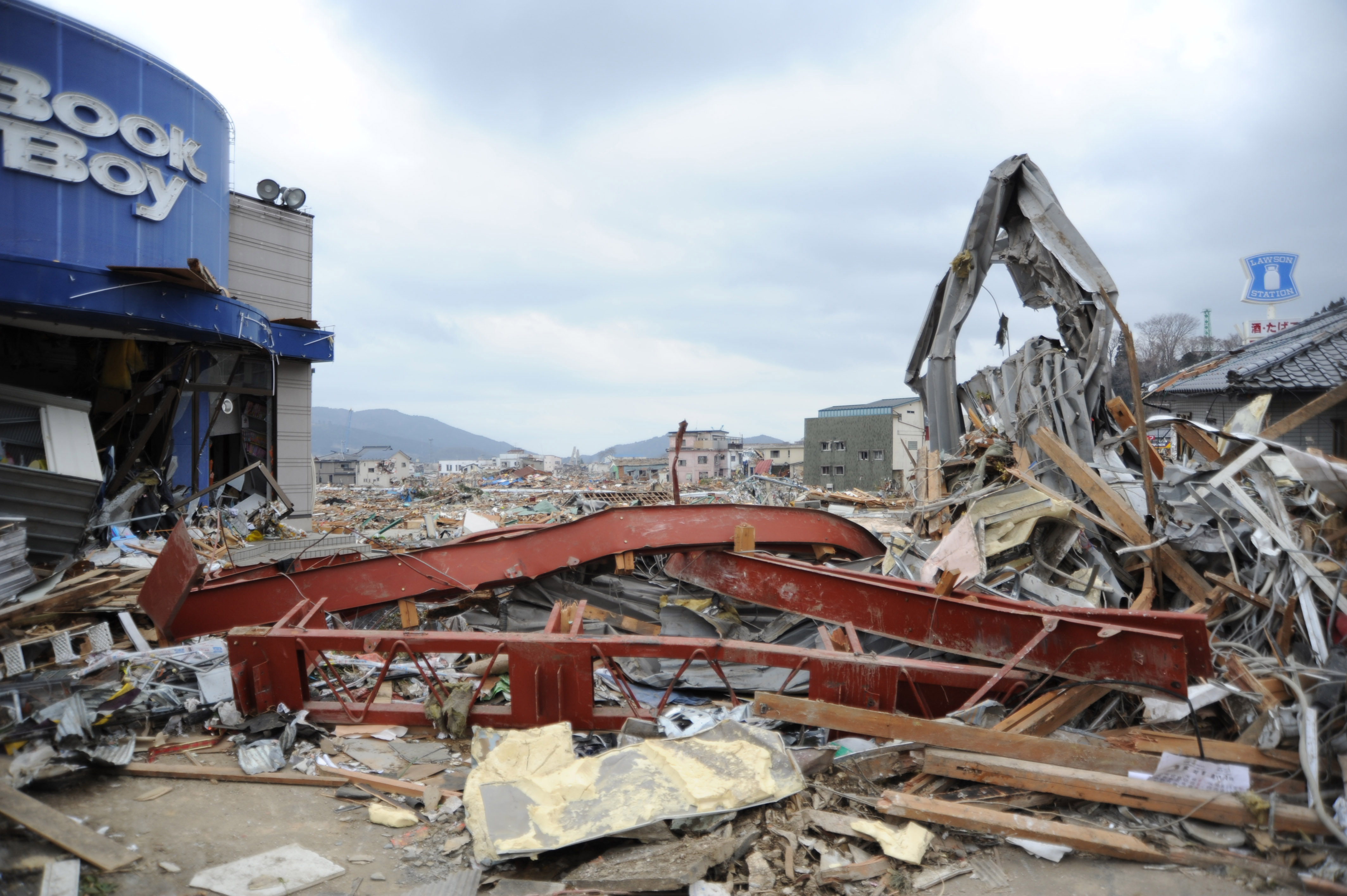
2011年3月15日

## 歴史

### 年表
近世以前
- 貞観11年5月26日（869年7月9日）：東北地方を貞観地震が襲い、三陸は津波によっても被害甚大。
- 江戸時代：大船渡の湊（大船渡港の前身）は仙台藩の港湾として栄え、当時から天然の良港であった[19]。
- 慶長16年（1611年）：江戸幕府公認で行う日本列島沿岸部の測量事業の途上にあったスペイン人探検家セバスティアン・ビスカイノが、伊達政宗治世下の仙台藩を訪れ、大船渡の沿岸部も測量したが、その折、大船渡湾の景観を讃えて「サン・アンドレス湾」と名付ける[20][21]。cf. 1992年の姉妹都市提携。その他のゆかりある著名人。
- 慶長16年10月28日（1611年12月2日）：東北地方を慶長三陸地震が襲い、三陸は主に津波によって大きな被害が出た[注 3]。

近代以降
- 1887年（明治20年）：大船渡の湊に日本海軍軍艦「雷電」（旧称：蟠竜丸）が入港し、天然の良港であることが認められる。
- 1896年（明治29年）6月15日：明治三陸地震が発生し、三陸は津波による被害甚大。津波遡上高[注 2]は、気仙郡綾里村（りょうりむら。旧・気仙郡三陸町綾里、現：大船渡市三陸町綾里）で海抜21.9m、綾里湾の奥（綾里村近隣）では38.2mにも達した。cf. 明治三陸地震#明治三陸大津波。
- 1922年（大正11年）：大船渡の湊が内務省の指定港湾となる。
- 1933年（昭和8年）
  - 3月3日：昭和三陸地震が発生し、三陸は津波による被害甚大。気仙郡綾里村（現：大船渡市三陸町綾里）は津波遡上高[注 2]、海抜28.7mを記録した。
  - 12月15日：国鉄大船渡線が延伸し、細浦駅が開業。cf. 大船渡線#年表。
- 1934年（昭和9年）
  - 9月3日：国鉄大船渡線が延伸し、下船渡駅と大船渡駅が開業。
  - 日付不明：近代化された港湾として、大船渡港が開港される。
- 1935年（昭和10年）9月29日：国鉄大船渡線が延伸し、盛駅が開業。
- 1942年（昭和17年）4月：小野田セメント（太平洋セメントの前身企業の一つ）による東北セメントの合併に伴い、大船渡工場が移管される。
- 1950年（昭和25年）10月21日：岩手開発鉄道日頃市線、開業。
- 1959年（昭和34年）
  - 6月11日：大船渡港が県内で3番目の重要港湾に指定される[19]。
  - 9月27日：伊勢湾台風が東北に再上陸。
- 1960年（昭和35年）5月24日：チリ沖で5月22日（現地時間）に発生したマグニチュード9.5のチリ地震が引き起こした津波が三陸海岸に到達し、大船渡市では死者53人を出した。
- 1963年（昭和38年）5月：津波対策事業特別措置法により、大船渡港湾口防波堤（津波防波堤）が着工される[20]。
- 1967年（昭和42年）
  - 3月：大船渡港湾口防波堤の竣工[20]。
  - 6月：大船渡港が開港に指定される[20]。
- 1970年（昭和45年）3月1日：国鉄の盛線（現在は三陸鉄道リアス線）、開業。
- 1984年（昭和59年）12月22日：気仙郡の三陸町（現：大船渡市三陸町）が山形県最上郡の最上町と姉妹都市提携。
- 1992年（平成4年）
  - 4月1日：岩手開発鉄道日頃市線が、盛 - 岩手石橋間の旅客営業を廃止。猪川駅廃止。
  - 8月12日：探検家セバスティアン・ビスカイノの縁 (cf. 1611年) により、スペインのパロス・デ・ラ・フロンテラ市（アンダルシア州ウエルバ県）と姉妹都市提携。
- 1996年（平成8年）
  - 月日不明：碁石海岸と雷岩が、環境庁（現・環境省）の「日本の音風景100選」に「海」の分類で選定される (cf.)。
  - 月日不明：碁石海岸の渚が、大日本水産会などで作る選定委員会によって「日本の渚百選」に選定される (cf.)。
- 1999年（平成11年）9月：大船渡港が東北地方の拠点港湾に位置付けられる[20]。
- 2004年（平成16年）2月16日：伝統行事「吉浜のスネカ」が、重要無形民俗文化財に指定される (cf.)。
- 2005年（平成17年）
  - 1月：大船渡港が、「ポート・オブ・ザ・イヤー2004」グランプリ（情報誌『港湾』を発行する日本港湾協会の企画）を受賞[22][20]。
  - 3月19日：大船渡三陸道路、全線開通。
- 2006年（平成18年）1月11日：大船渡市と陸前高田市など周辺4市にある16企業が大船渡国際港湾ターミナル協同組合を設立し、大船渡港にハーバークレーンが設置される[23][24]。
- 2007年（平成19年）4月下旬：大船渡港と韓国の釜山港（興亜海運）を結ぶ外国貿易コンテナ船の定期航路が開設される（岩手県初）[24][25]。
- 2008年（平成20年）7月24日：マグニチュード6.8の岩手県沿岸北部地震が発生し、大船渡市は大船渡町と猪川町で震度5強、盛町で震度4を観測した。
- 2011年（平成23年）3月11日：東日本大震災が発生して津波で多数の死者を出す被害を受ける。

- 2020年（令和2年）：新型コロナウイルス感染症の拡大防止を図るため、4月22日から5月6日まで市内の小中学校を臨時休校するなどの措置が採られた[26]。また、毎年8月第一土曜日に開催されていた三陸・大船渡夏まつりなどのイベントも中止となった[27]。
- 2025年（令和7年）：山林火災が相次いで発生。2月19日に三陸町綾里で発生した火災は同月25日に鎮圧状態となるまで324ヘクタールを焼失[28]。2月26日に赤崎町合足で発生した火災は3月2日6時時点で1800ヘクタールを焼失し、平成以降日本最大規模の山林火災となった[29][30]。→大船渡市山林火災

### 行政区域の変遷（市町村制施行以後）
- 1889年（明治22年）4月1日：町村制が施行される。
  - 大船渡村が単独で村制を施行し、気仙郡大船渡村が成立。
  - 盛村（さかりむら）が2分立してそれぞれ町制・村制を施行し、気仙郡に盛町と猪川村が成立。
  - 赤崎村が単独で村制を施行し、気仙郡に赤崎村が成立。
  - 立根村が単独で村制を施行し、気仙郡に立根村が成立。
  - 末崎村が単独で村制を施行し、気仙郡に末崎村が成立。
  - 日頃市村が単独で村制を施行し、気仙郡に日頃市村が成立。
- 1932年（昭和7年）4月1日：大船渡村が町制を施行し、気仙郡大船渡町となる。
- 1952年（昭和27年）4月1日：大船渡町・盛町・赤崎村・猪川村・立根村・日頃市村・末崎村の合併により、大船渡市が誕生する。
- 2001年（平成13年）11月15日：気仙郡三陸町を編入（三陸町の歴史は「三陸町」の項を参照のこと）。

## 行政

### 歴代市長
| 歴代 | 氏名       | 就任年月日                | 退任年月日                 | 備考                            |
| ---- | ---------- | ------------------------- | -------------------------- | ------------------------------- |
| 初代 | 森田子之助 | 1952年（昭和27年）5月20日 | 1956年（昭和31年）5月8日   |                                 |
| 2代  | 鈴木房之助 | 1956年（昭和31年）5月9日  | 1968年（昭和43年）5月8日   |                                 |
| 3代  | 橋爪由也   | 1968年（昭和43年）5月9日  | 1970年（昭和45年）12月10日 | 死去                            |
| 4代  | 藤原滝三郎 | 1971年（昭和46年）1月28日 | 1975年（昭和50年）1月28日  |                                 |
| 5代  | 鈴木八五平 | 1975年（昭和50年）1月29日 | 1976年（昭和51年）2月8日   | 死去                            |
| 6代  | 臼井勝三   | 1976年（昭和51年）3月6日  | 1986年（昭和61年）12月     | 3期                             |
| 7代  | 白木沢桂   | 1986年（昭和61年）12月3日 | 1994年（平成6年）12月2日   | 2期                             |
| 8代  | 甘竹勝郎   | 1994年（平成6年）12月3日  | 2010年（平成22年）12月2日  | 4期                             |
| 9代  | 戸田公明   | 2010年（平成22年）12月3日 | 2022年（令和4年）12月2日   | 3期。在任中東日本大震災が発生。 |
| 10代 | 渕上清     | 2022年（令和4年）12月3日  | 現職                       | 1期目                           |

### 市役所
- 大船渡市役所

住所：大船渡市盛町字宇津野沢15。
- 三陸支所

住所：大船渡市三陸町越喜来字前田23。
- 綾里地域振興出張所

住所：大船渡市三陸町綾里字岩崎9-3。
- 吉浜地域振興出張所

住所：大船渡市三陸町吉浜字上野93-1。

### 姉妹都市・友好都市
日本国内
- 最上町（山形県最上郡）：三陸町（現：大船渡市三陸町）が1984年（昭和59年）12月22日に姉妹都市提携。
- 銀河連邦 ：独立行政法人宇宙航空研究開発機構（JAXA、旧・宇宙科学研究所）の施設がある市町による友好都市で、旧・三陸町が提携した。
  - 大樹町（北海道）
  - 能代市（秋田県）
  - 角田市（宮城県）
  - 佐久市（長野県）：旧・臼田町（南佐久郡）が提携。
  - 相模原市（神奈川県）
  - 肝付町（鹿児島県肝属郡）：旧・内之浦町が提携。1987年（昭和62年）11月8日、友好都市提携。

日本国外
- パロス・デ・ラ・フロンテラ市（スペイン アンダルシア州ウエルバ県） ：1992年（平成4年）8月12日、姉妹都市提携。

### 警察
- 大船渡警察署

住所：大船渡市盛町字下舘下14-2。
大船渡市のほか、陸前高田市、住田町を管轄する。

### 消防
- 大船渡地区消防組合消防本部
- 大船渡消防署
  - 三陸分署
    - 綾里分遣所

### 法務
法務局
- 盛岡地方法務局大船渡出張所

管轄市町：大船渡市、陸前高田市、住田町。
検察庁
- 大船渡区検察庁
  - 住所：大船渡市盛町字宇津野沢9-3。
  - 管轄市町：大船渡市、陸前高田市、住田町。

### 財務
税関
- 函館税関大船渡税関支署

住所：大船渡市大船渡町字赤沢17-3。
管轄市町：大船渡市、花巻市、北上市、遠野市、一関市、陸前高田市、釜石市、奥州市、和賀郡西和賀町、胆沢郡金ケ崎町、西磐井郡平泉町、気仙郡住田町、上閉伊郡大槌町。

### 農林水産
林野庁森林管理署
- 三陸中部森林管理署

住所：大船渡市盛町字宇津野沢7-5。
管轄市町：大船渡市、陸前高田市、釜石市、住田町、上閉伊郡大槌町。

## 司法
裁判所
- 盛岡地方裁判所一関支部
- 盛岡家庭裁判所一関支部大船渡出張所

住所：大船渡市盛町字宇津野沢9-3。
管轄市町：大船渡市、陸前高田市、住田町。
- 大船渡簡易裁判所

住所：大船渡市盛町字宇津野沢9-3。
管轄市町：大船渡市、陸前高田市、住田町。

## 郵便
- 大船渡郵便局（集配局） (83130)
- 大船渡駅前郵便局 (83008)
- 吉浜郵便局 (83057)
- 綾里郵便局 (83099)
- 細浦郵便局 (83141)
- 三陸郵便局 (83145)
- 赤崎郵便局 (83182)
- 大船渡猪川郵便局 (83320)
- 日頃市簡易郵便局 (83701)
- 立根簡易郵便局 (83710)
- 蛸の浦簡易郵便局 (83772)
- 崎浜簡易郵便局 (83803) - 2021年10月より休止中[31]。

## 経済

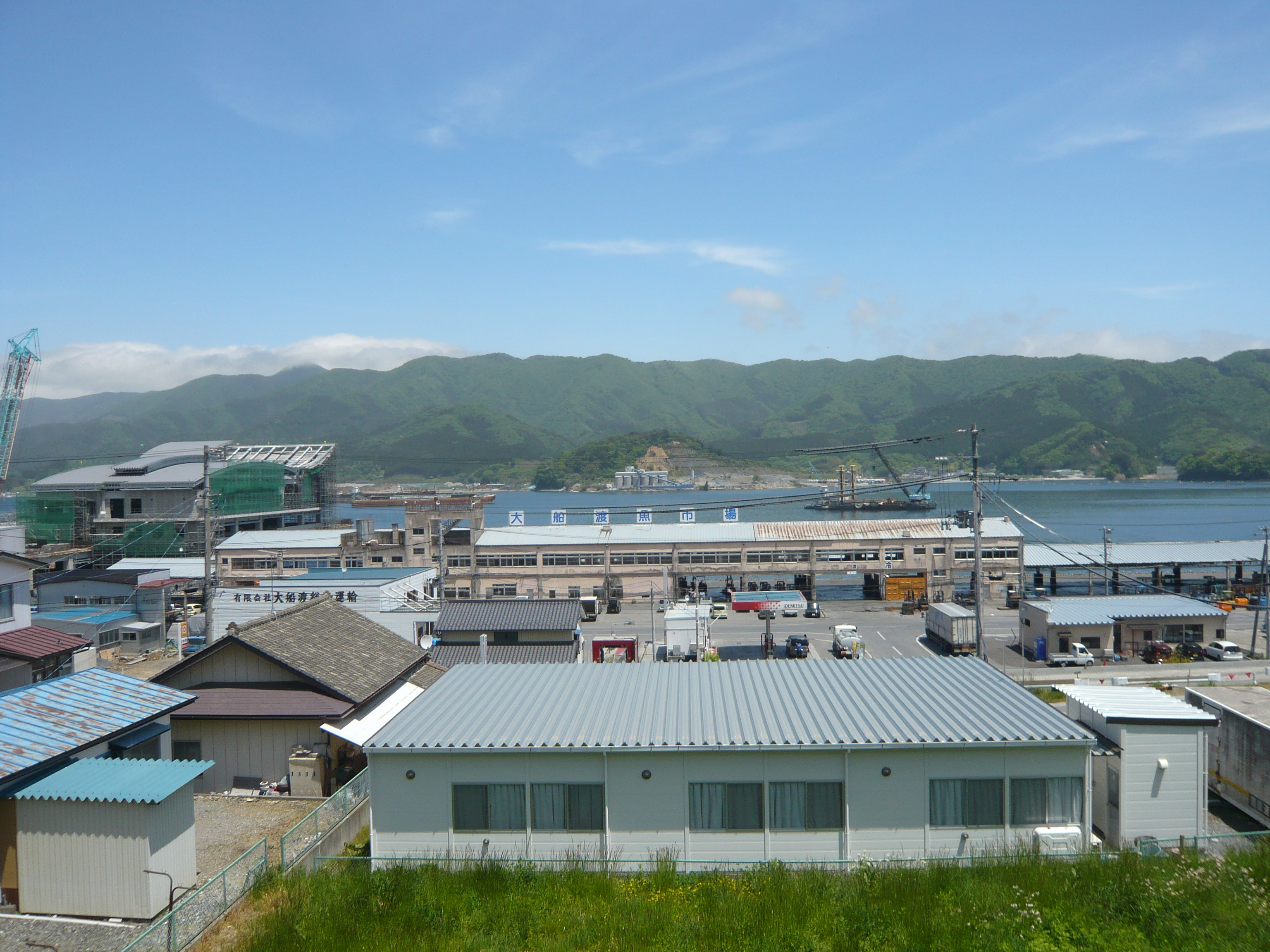
大船渡魚市場と大船渡港（2013年6月1日）

### 産業
主要産業
- セメント：太平洋セメント大船渡工場
- 木工業
- 水産業 - 漁業、水産加工業[注 4]
  - 綾里漁港（りょうりぎょこう）：第2種漁港。三陸町綾里に所在。[注 5]
  - ほか

### 金融機関
- 岩手銀行
  - 盛支店
  - 大船渡支店
- 東北銀行大船渡支店
- 北日本銀行大船渡支店
- 気仙沼信用金庫
  - 大船渡支店
  - 三陸支店
  - 盛支店
- 大船渡市農業協同組合：市内に14店舗
- 東日本信用漁業協同組合連合会
  - 大船渡支店
  - 綾里営業店
  - 越喜来出張店
  - 吉浜出張店

## 地域

### 人口
平成27年国勢調査より前回調査からの人口増減をみると、6.58％減の38,058人であり、増減率は県下33市町村中15位。
| |                                          |  |
| 大船渡市と全国の年齢別人口分布（2005年） | 大船渡市の年齢・男女別人口分布（2005年） |  |
| ■紫色 ― 大船渡市 ■緑色 ― 日本全国 | ■青色 ― 男性 ■赤色 ― 女性                |  |
| 大船渡市（に相当する地域）の人口の推移 \| 1970年（昭和45年） \| 48,816人 \| \| \| 1975年（昭和50年） \| 49,675人 \| \| \| 1980年（昭和55年） \| 50,132人 \| \| \| 1985年（昭和60年） \| 49,041人 \| \| \| 1990年（平成2年） \| 47,219人 \| \| \| 1995年（平成7年） \| 46,277人 \| \| \| 2000年（平成12年） \| 45,160人 \| \| \| 2005年（平成17年） \| 43,331人 \| \| \| 2010年（平成22年） \| 40,737人 \| \| \| 2015年（平成27年） \| 38,058人 \| \| \| 2020年（令和2年） \| 34,728人 \| \| |                                          |  |
| 総務省統計局 国勢調査より |                                          |  |
| 1970年（昭和45年） | 48,816人                                 |  |
| 1975年（昭和50年） | 49,675人                                 |  |
| 1980年（昭和55年） | 50,132人                                 |  |
| 1985年（昭和60年） | 49,041人                                 |  |
| 1990年（平成2年） | 47,219人                                 |  |
| 1995年（平成7年） | 46,277人                                 |  |
| 2000年（平成12年） | 45,160人                                 |  |
| 2005年（平成17年） | 43,331人                                 |  |
| 2010年（平成22年） | 40,737人                                 |  |
| 2015年（平成27年） | 38,058人                                 |  |
| 2020年（令和2年） | 34,728人                                 |  |

### 方言
- 方言

大船渡市を含む気仙地方（旧・三陸町［現：大船渡市三陸町］、陸前高田市、気仙郡住田町、釜石市唐丹町）は、江戸時代には仙台藩領内（1876年（明治9年）までは旧宮城県）であったため、仙台弁が話される地域に含まれる。ただし、宮城県気仙沼市と同様、宮城県内陸部との方言の間には少なからず差がある。藩政時代には南部藩と隣接していたため、南部弁の影響も強く受けており、研究者によっては気仙地方の方言を「岩手県方言」の一部と見なしている。当地の医師・山浦玄嗣は、この地域の方言をケセン語と呼称し、聖書をケセン語に翻訳した書物を出版した。

## 教育

### 大学
- 北里大学三陸キャンパス（海洋生命科学部）：東日本大震災により、キャンパスが一時閉鎖されており、学部機能は2015年までに相模原市に移転した。キャンパスが再開されるかは未定。現在は三陸臨海教育研究センターのみ残る。

### 高等学校
県立
- 岩手県立大船渡高等学校
- 岩手県立大船渡東高等学校

私立
- 鹿島学園高等学校大船渡キャンパス

### 中学校
- 大船渡市立第一中学校
- 大船渡市立大船渡中学校
- 大船渡市立東朋中学校

### 小学校
- 大船渡市立盛小学校
- 大船渡市立大船渡小学校
- 大船渡市立末崎小学校
- 大船渡市立赤崎小学校
- 大船渡市立猪川小学校
- 大船渡市立立根小学校

- 大船渡市立日頃市小学校
- 大船渡市立大船渡北小学校
- 大船渡市立綾里小学校
- 大船渡市立越喜来小学校
- 大船渡市立吉浜小学校

## 交通

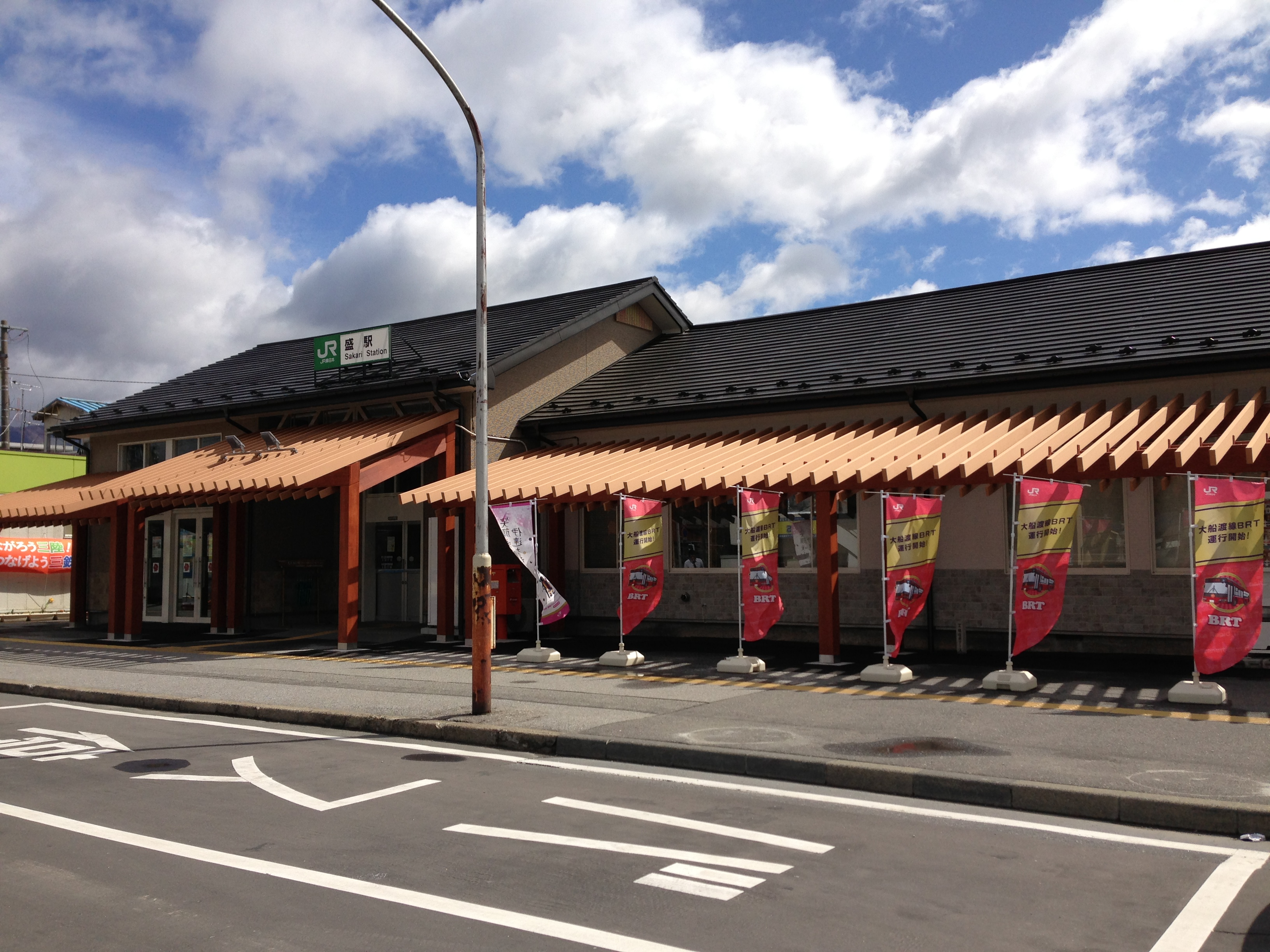
盛駅（2013年5月）

### 航空
市内に空港はない。最寄りは花巻市の花巻空港である。

### 鉄道
三陸鉄道
- リアス線
  - 盛駅 - 陸前赤崎駅 - 綾里駅 - 恋し浜駅 - 甫嶺駅 - 三陸駅 - 吉浜駅

岩手開発鉄道（貨物線）
- 日頃市線・赤崎線
  - 赤崎駅 - 盛駅 - 長安寺駅 - 日頃市駅 - 岩手石橋駅

かつては東日本旅客鉄道（JR東日本）大船渡線も通っていたが、市内区間は東日本大震災での被災によりBRT（後述）へ移行され、2020年に正式に廃止された。

### 道路
高規格幹線道路（一般国道自動車専用道路）
- E45 三陸沿岸道路（三陸縦貫自動車道）
  - 一般国道45号高田道路
    - （陸前高田市）- 船河原PA - (33) 大船渡碁石海岸IC

  - 一般国道45号大船渡三陸道路
    - (33) 大船渡碁石海岸IC - (34) 大船渡IC - (35) 大船渡北IC - (36) 三陸IC

  - 一般国道45号吉浜道路
    - (36) 三陸IC - (37) 吉浜IC

  - 一般国道45号吉浜釜石道路
    - (37) 吉浜IC -（釜石市）

一般国道
- 国道45号（東浜街道・浜街道）
- 国道107号（盛街道）
- 国道397号（盛街道）

主要地方道
- 岩手県道9号大船渡綾里三陸線
- 岩手県道38号大船渡広田陸前高田線

一般県道
- 岩手県道180号上有住日頃市線
- 岩手県道193号唐丹日頃市線
- 岩手県道209号崎浜港線
- 岩手県道230号丸森権現堂線
- 岩手県道250号吉浜上荒川線
- 岩手県道275号碁石海岸線

### バス

#### 高速バス・特急バス
※すべて岩手県交通が運行する（仙台 - 大船渡線は宮城交通との共同運行）。
| 愛称名         | 運行区間                                                 | 昼/夜行 |
| -------------- | -------------------------------------------------------- | ------- |
| けせんライナー | 東京（池袋） - 大船渡市                                  | 夜行    |
| （愛称名なし） | 仙台市 - 気仙沼市 - 陸前高田市 - 大船渡市 - 釜石市       | 昼行    |
| （愛称名なし） | 一関市 - 気仙沼市 - 陸前高田市 - 大船渡市                | 昼行    |
| （愛称名なし） | 盛岡市 - 花巻市大迫町 - 遠野市 - 花巻市東和町 - 大船渡市 | 昼行    |

#### BRT
東日本大震災により被災した大船渡線の代替としてバス・ラピッド・トランジット（BRT）が運行されており、一部を除き線路跡を利用したバス専用道を使用する。停留所は「駅」を称する。
- 東日本旅客鉄道（JR東日本）
  - 大船渡線BRT：碁石海岸口駅 - 細浦駅 - 大船渡丸森駅 - 下船渡駅 - 大船渡魚市場前駅 - 大船渡駅 - 地ノ森駅 - 田茂山駅 - 盛駅

#### 一般路線バス
- 岩手県交通
  - 市内に大船渡営業所が設置されている

### 港湾
- 大船渡港：重要港湾。
- 大船渡新港：現在、大船渡港の対岸に建設中。大船渡港の一部となる予定。

### ナンバープレート
大船渡市で登録されている自動車のナンバープレートは、岩手ナンバーである。岩手県の三陸沿岸の自治体はかねてから、域内への自動車検査登録事務所の開設を求めている。また、2000年代中期には、岩手・宮城両県の三陸沿岸の自治体がご当地ナンバーとして「三陸ナンバー」の導入を目指したものの、自動車登録台数が導入要件の10万台に達しないなどの問題から断念に至っている。

## 名所・旧跡・観光スポット・祭事・催事
- 吉浜のスネカ：重要無形民俗文化財。

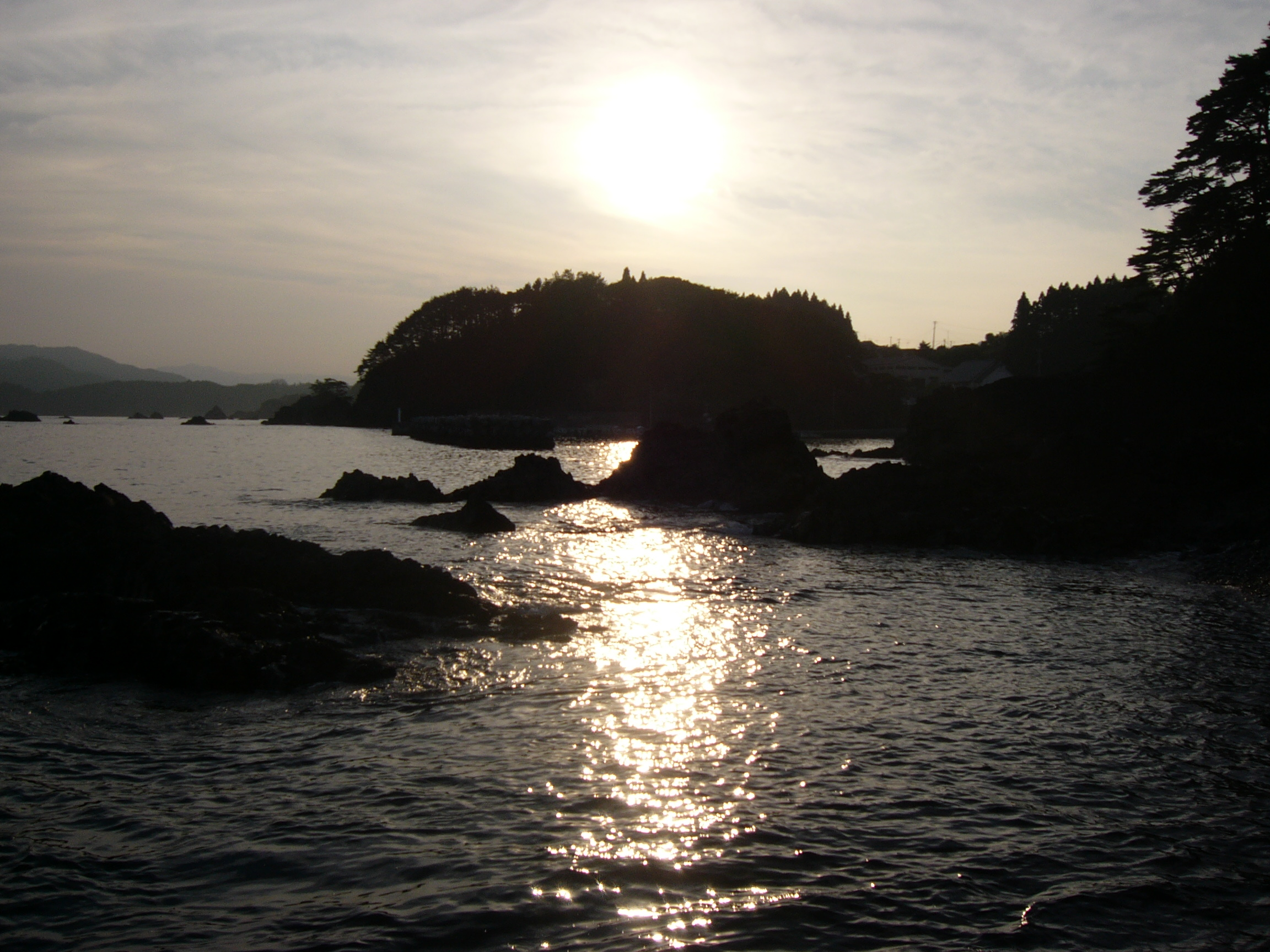
碁石海岸の恵比寿浜

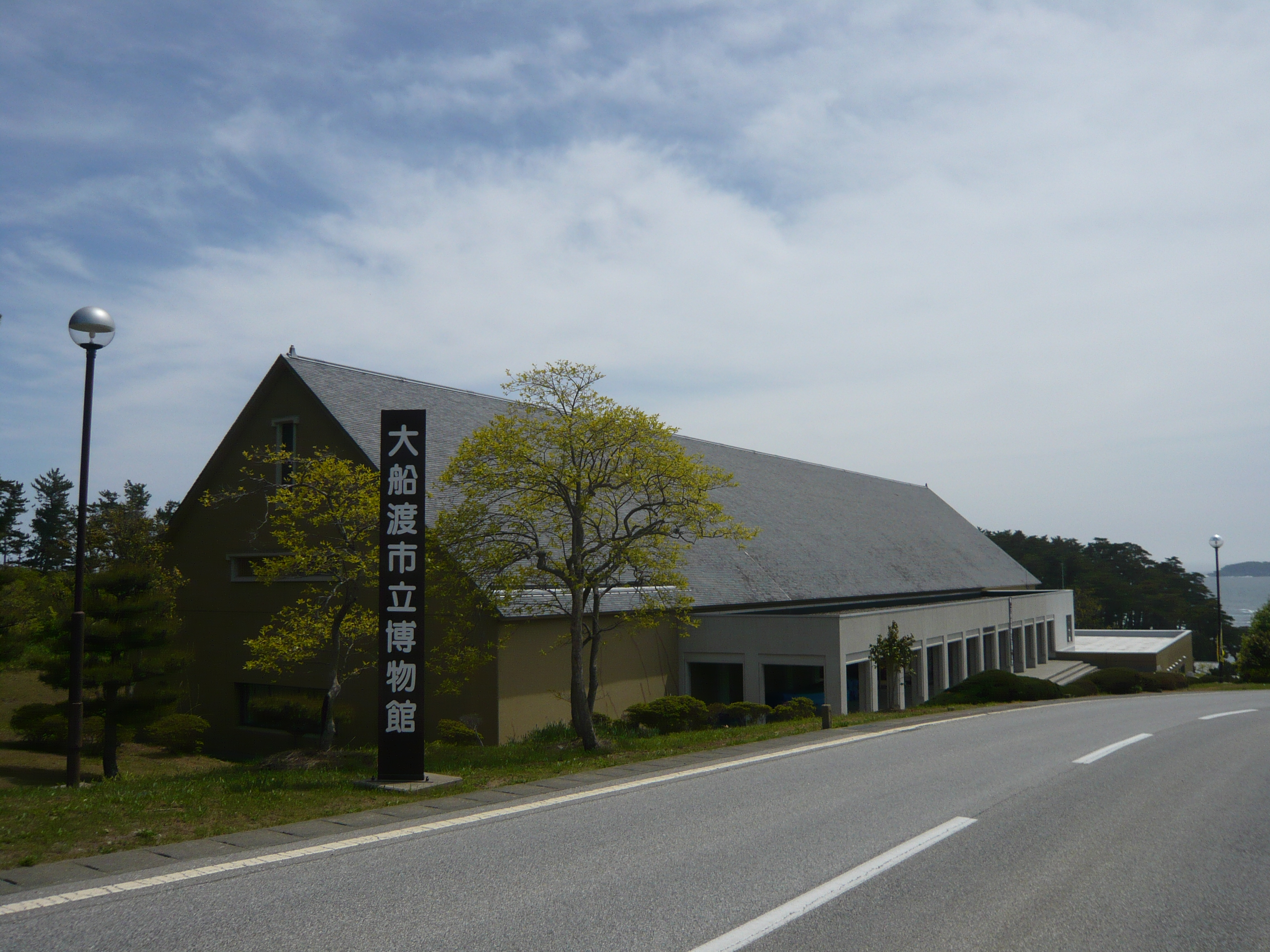
大船渡市立博物館

- 碁石海岸：国の名勝および天然記念物、日本の音風景100選選定、日本の渚百選選定。
- 吉浜海水浴場
- 越喜来浪板海水浴場
- 白浜海水浴場
- 門之浜海水浴場
- 旧家千田家
- 尾崎神社

### 文化財
文化財保護法に基づき、国（文部科学大臣）が指定した文化財は以下のとおり。
- 国の史跡 - 下船渡貝塚、蛸ノ浦貝塚、大洞貝塚
- 国の名勝 - 珊琥島（1943年〈昭和18年〉指定）
- 国の名勝および天然記念物 - 碁石海岸（1937年〈昭和12年〉指定）
- 国の天然記念物 - 館ヶ崎角岩岩脈、樋口沢ゴトランド紀化石産地
- 重要無形民俗文化財 - 吉浜のスネカ
- 重要有形民俗文化財 - 大船渡のまるた

### その他
- 日本の音風景100選

1996年（平成8年）、碁石海岸と雷岩の自然環境が、環境庁（現・環境省）によって「海」の分類で選定された。
- 日本の渚百選

1996年（平成8年）、碁石海岸の渚が、大日本水産会などで作る選定委員会によって選定された。
- ど根性ポプラ

### 研究・教育施設
- 宇宙航空研究開発機構三陸大気球観測所
- 東北大学三陸地域地震火山観測所
- 岩手県立大船渡職業能力開発センター

## 関連人物

### 出身著名人
- 及川マツノ：スーパーセンテナリアン。1889年2月20日生まれ。
- 佐藤光：銀行家（岩手銀行頭取）。1925年8月18日生まれ。
- 櫻田慧：実業家（モスバーガー創業者）。1937年1月19日生まれ。
- 山浦玄嗣：医師。翻訳者（ケセン語訳聖書翻訳）。1940年生まれ。
- 梅内拓生：医学博士、東京大学名誉教授、吉備国際大学学長
- 柏梁勝雄：力士。1942年12月10日生まれ。気仙郡三陸村（現・大船渡市三陸町内）生まれ。
- 藤原良信：政治家。1951年8月13日生まれ。
- 永田七恵：陸上競技選手（ロサンゼルス五輪女子マラソン日本代表）。1956年2月8日生まれ。
- 新沼謙治：演歌歌手。1956年2月27日生まれ。
- 鈴木裕：ゲームクリエイター。1958年6月10日、気仙郡三陸村（現・大船渡市三陸町内）生まれ。
- 栗生澤淳一：元・バレーボール選手、現・バレーボール指導者。1965年2月25日生まれ。
- 今野安子：元・卓球選手。1967年生まれ。
- 横道毅：花組芝居所属、俳優、1969年5月21日生まれ。
- 今野章：元・サッカー選手、現・サッカー指導者。1974年9月12日生まれ。
- 濱守栄子：歌手（別名HAMA）。1978年生まれ。
- 志田宗大：元・プロ野球選手。1979年6月16日生まれ。
- 中田洋介：元・サッカー選手。1981年9月15日生まれ。
- 後藤拓実：お笑い芸人四千頭身のメンバー。大船渡市生まれ、埼玉県朝霞市育ち。1997年2月6日生まれ。
- 大沢桃子：演歌歌手。生年は非公表。
- 高橋怜子：2018年にナショナルジオグラフィックの写真コンテストにおいて日本人初のグランプリを受賞。
- 藤野有理：女性ファッションモデル。1990年生まれ。

### その他のゆかりある著名人
江戸時代の生まれ
- セバスティアン・ビスカイノ：スペインの探検家。慶長16年（1611年）、陸奥国気仙郡越喜来村（現・大船渡市三陸町越喜来）で慶長三陸地震津波に遭遇。大船渡湾の別名である「サン・アンドレス湾」の名付け親。ハプスブルク朝時代のスペインはウエルバにて1548年の生まれ。cf. a,b.

戦後生まれ
- 浅野史郎：政治家（元・宮城県知事）。1948年2月8日に気仙郡大船渡町（現・大船渡市大船渡町）で出生後、宮城県仙台市育つ(?)。
- 安部理：元・プロ野球選手、現・野球指導者（埼玉西武ライオンズのコーチ）。1962年12月19日、宮城県白石市生まれ。大船渡市立第一中学校卒業。
- 松本哲也：シンガーソングライター。1976年8月18日、水沢市生まれ。大船渡市立猪川小学校卒業（児童養護施設大洋学園）。
- 小笠原満男：サッカー選手。1979年4月5日、盛岡市生まれ。岩手県立大船渡高等学校卒業。
- 佐々木朗希：プロ野球選手。2001年11月3日、陸前高田市生まれ。岩手県立大船渡高等学校卒業。